# Alpes bergamascos
Os Alpes bergamascos (em italiano:  Alpi orobie) são um maciço montanhoso que se encontra na região de Bergamo da  Itália. O ponto mais alto é o Pizzo Coca com 3052 m e que também é o cume mais alto dos Alpes e Pré-Alpes Bergamascos.

## Geografia
Os Alpes bergamascos estão a sul separados dos Pré-Alpes Bergamascos por uma série de vales secundários - vale do rio Adda, vale Brembana, vale Seriana e vale Camonica, e a Norte descrevem uma curva e onde se encontram os vales de Scalve, Seriana, Brembana, Varrone e Valsassina. É a extremidade setentrional do Lago de Como e por isso a divisão entre os  Alpes Ocidentais e Alpes Orientais.
A Subdivisão Orográfica Internacional Unificada do Sistema Alpino (SOIUSA) dividiu os Alpes em duas grandes Partes: Alpes Ocidentais e Alpes Orientais, separados pela linha formada pelo  Rio Reno - Passo de Spluga - Lago de Como - Lago de Lecco.
A secção dos Alpes e Pré-Alpes Bergamascos é formada pelos Alpes bergamascos e pelos Pré-Alpes Bergamascos.
Segundo a SOIUSA este acidente geográfico é uma Sub-secção alpina com as seguintes características:
- Parte = Alpes Orientais
- Grande sector alpino = Alpes Orientais-Sul
- Secção alpina = Alpes e Pré-Alpes Bergamascos
- Sub-secção alpina =  Alpes bergamascos
- Código = II/C-29.I

## Imagens

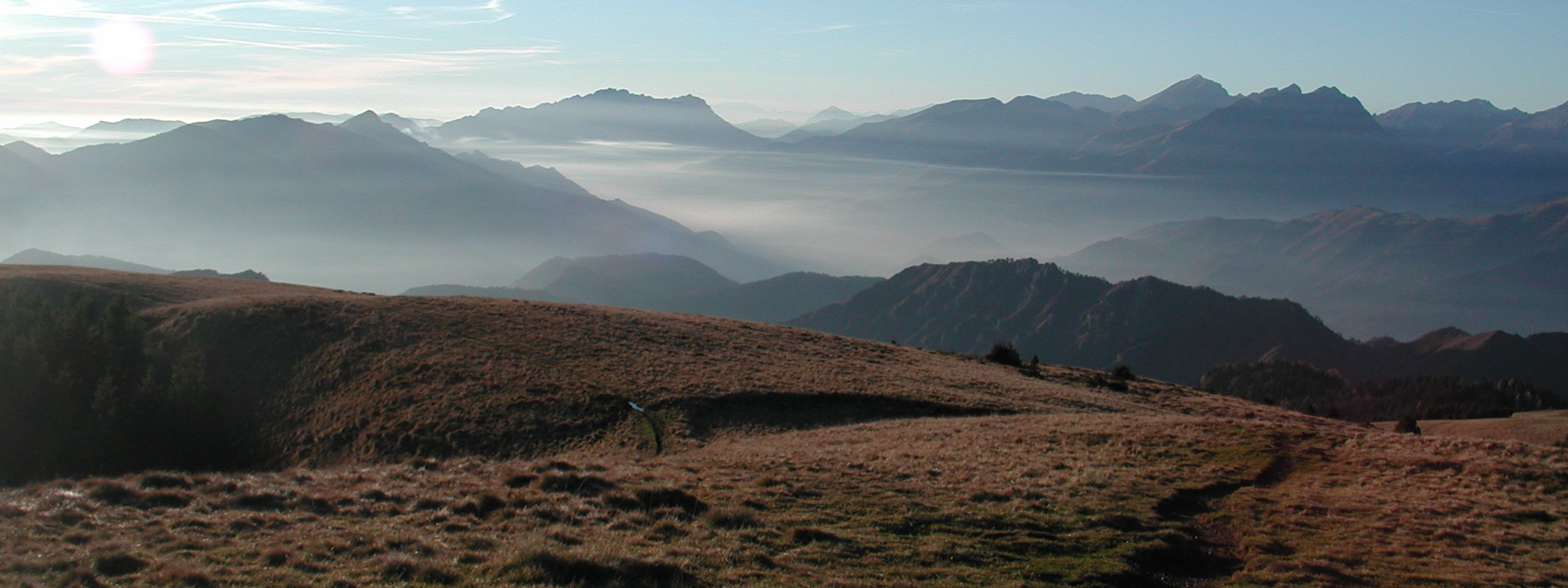
Os Alpes bergamascos
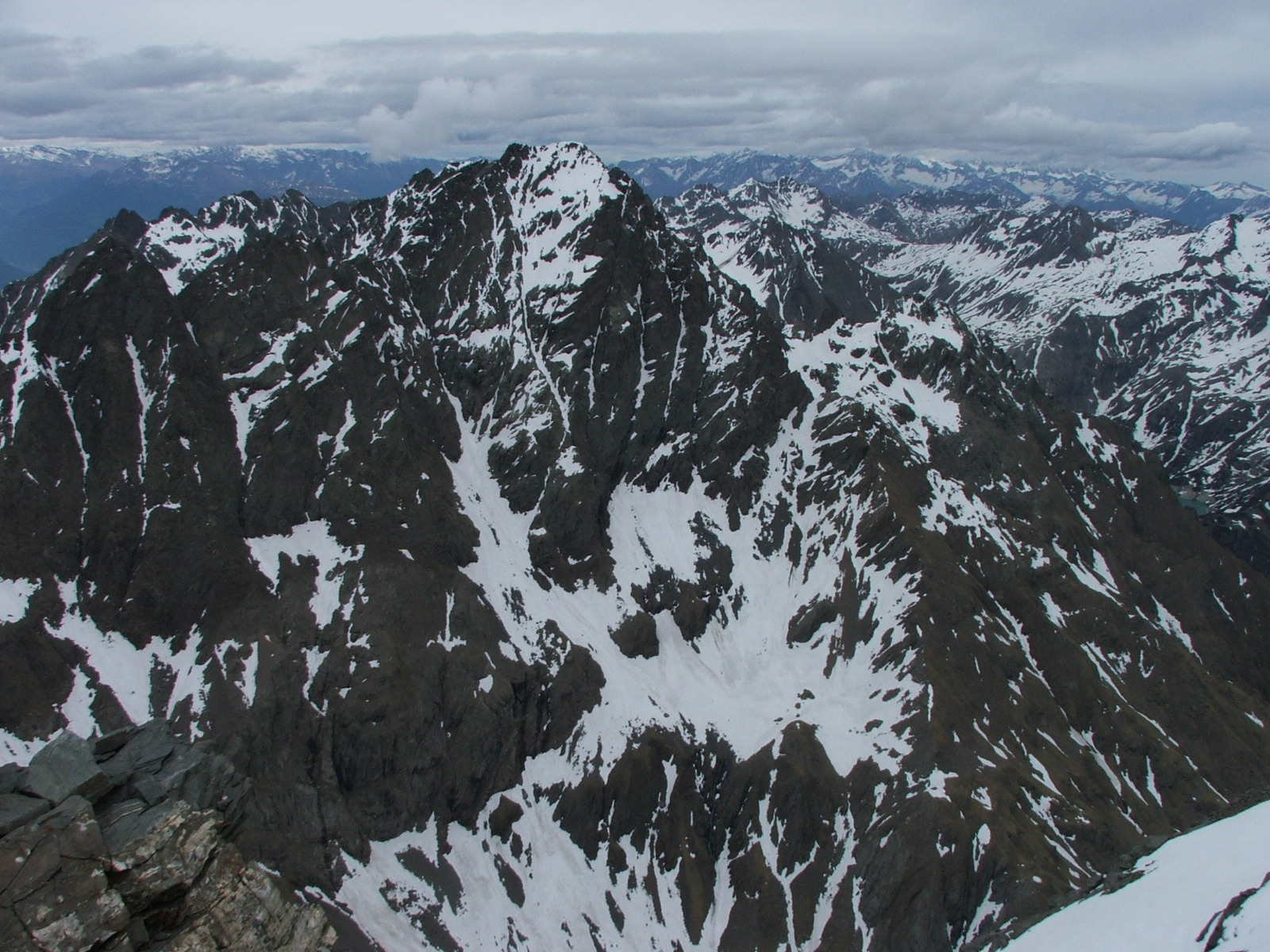
O Pizzo Coca